# 何鴻卿
何鴻卿爵士，JP（1930年—2021年12月16日），香港富商、慈善家及古玩收藏家，香港大學榮譽博士及院士。何東爵士之孫，何世儉第三子。
何鴻卿生於上海，中學就讀於天津聖類斯書院。1948年，曾短期入讀香港大學年餘。先後獲得美國天主教大學經濟學學士及倫敦大學法學學士學位。畢業後，曾供職於米德蘭銀行數年。1956年，何東及何世儉相繼去世，何鴻卿辭職返港處理後事。1960年代起，從事金融投資及房地產業務，並任匯豐銀行董事。此外，何氏亦兼任不少公職，如香港藝術發展局首任主席、稅務上訴委員會委員、司法人員推薦委員會委員等。1993年，何鴻卿受封為爵士勳銜。其後又獲港大榮譽院士及博士名銜。
何鴻卿暇時好收藏古玩，其古玉、青銅器、瓷器及明清家具之藏品尤為著稱。因其收藏經驗及知識，何鴻卿擔任了世界上不少著名博物館的委員、顧問及贊助人。